# ヴィルヌーヴ＝レザヴィニョン
ヴィルヌーヴ＝レザヴィニョン （フランス語:Villeneuve-lès-Avignon, またはVilleneuve-lez-Avignon, またはVilleneuve lez Avignon, オック語プロヴァンサル方言:Vilanòva d'Avinhon, オック語ミストラル方言:Vilo-Novo d'Avignoun）は、フランス、オクシタニー地域圏、ガール県のコミューン。

## 地理
旧名はヴィルヌーヴ＝サンタンドレ（Villeneuve-Saint-André）であった。ローヌ川を挟みアヴィニョンと向かい合う位置にある。ガール県およびヴォクリューズ県にまたがるアヴィニョン都市圏を形成する。
マンダオン山はヴィルヌーヴ＝レザヴィニョンを見下ろす丘の名称である。ローヌ川左岸に突き出た岩山で古くからの戦略的要所ロシェ・デ・ドムに面している。

## 歴史

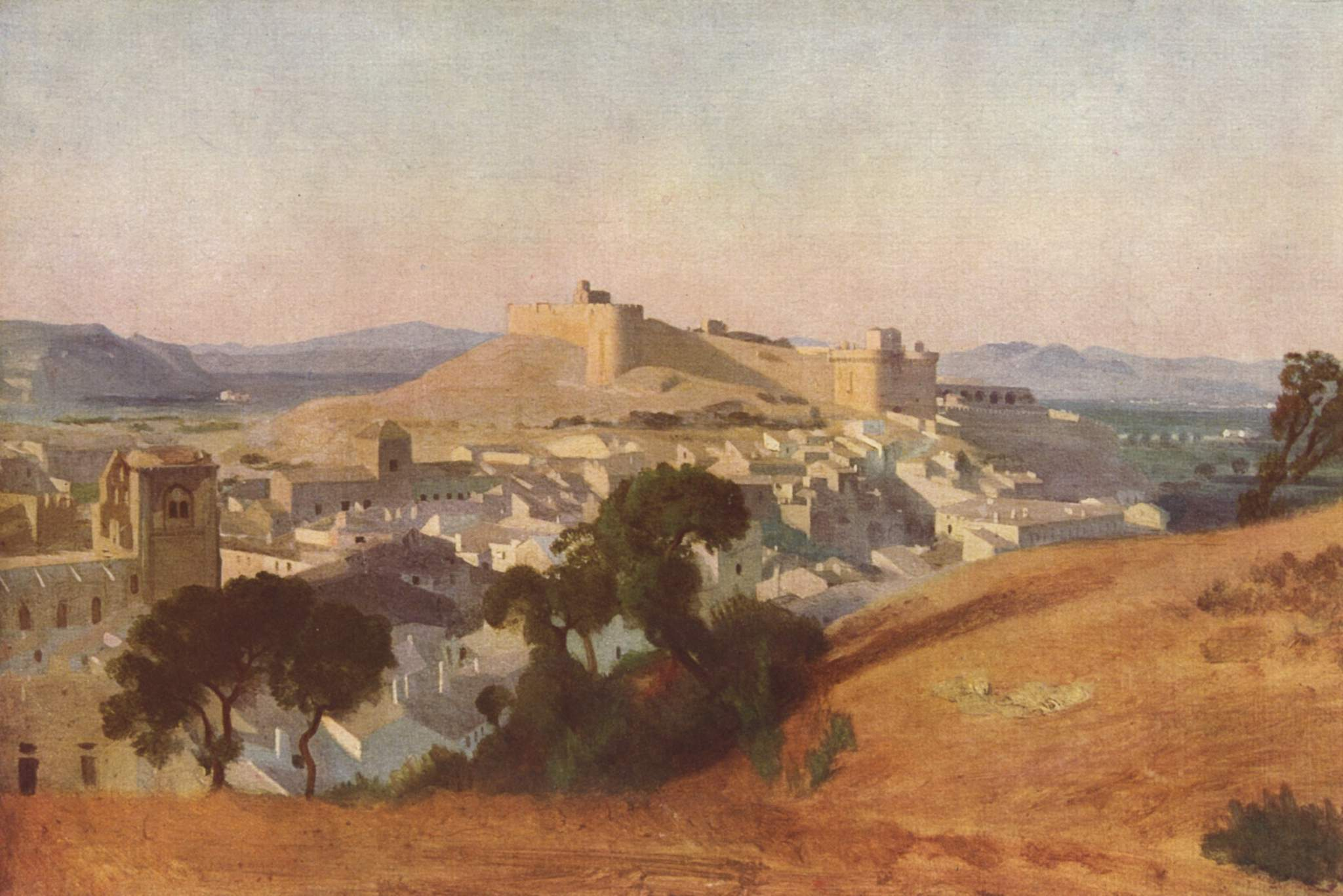
ジャン＝バティスト・カミーユ・コロー画、ヴィルヌーヴ＝レザヴィニョンとサンタンドレ要塞、1836年

最古の人の定住は、新石器時代後期である。近郊ではこの時代の定住地跡と墓が見つかっている。オー・ザングレやロシェ・ド・ジュスティスは銅器時代のオッピドゥムであった。
森の神シルウァーヌスの聖地が石工らによってマンダオン山に築かれていた。いくつかの墓が見つかっているものの、キリスト教時代になるまでこの地域の人口は希薄であった。
980年頃、マンダオン山にサンタンドレ修道院が創設された。当時の丘とその周囲は、いくつかの孤立した住宅や農場があるだけだった。11世紀、修道院周囲に村が形成されていくことになる。
1181年から1200年までの間に、村を守るための壁が築かれ村はカストゥルムとなった。おそらくそこはローヌ川に架かる橋の交差路でもあった。サンタンドレ住民は、教皇庁を迎えたアヴィニョンの影響力から保護されることを望んだ。当時サンタンドレ修道院は村に自治を与え、少なくとも民を一部の賦役から解放していたからである。13世紀初頭、サンタンドレ村はアヴィニョンに併合された。1210年、プロヴァンス伯レーモン5世が併合を承認した。1213年にサンタンドレ村住民が反乱を起こしても、1222年にアヴィニョン支配が再度承認された。1226年、アルビジョワ十字軍の遠征時、フランス王軍がアヴィニョンを包囲した。
フランス王の保護下に入ることと引き換えに、サンタンドレ修道院の聖職者たちはフランス王を支持することにした。フランス王と修道院との最初の協定では、修道院と村はフランス王の保護下に入り、司法権は王と修道院が共同で持つとした。これによって、フランス王はサンタンドレ要塞を築く機会を得た。
フランス王の保護下で自治を得たことは、ローヌ川港における活動を含め、村の経済を発展させた。住民が増え繁栄が続くと新たな教区教会が必要となり、1275年にはサン＝ポンス教会が完成した。
2年間もの交渉の後、1292年7月11日、最初の協定に変わる新たな協定がフィリップ4世との間に結ばれた。王が新たな辺境に新たな砦を築くことを求めたのである。
- 修道院長とフランス王はサンタンドレおよび王領タヴェルのすべての収入を共有すること
- 最高司法権はすべて王に属すこと
- コミューンに紋章を与えること
- 王はマンダオン山の防衛を強化し、古い港の近くに砦を築くこと。これはアヴィニョンのサン・ベネゼ橋の出入り口を管理することに他ならなかった[9]。

後にマンダオン山に、修道院とフランスの国境線防衛のため、アヴィニョンに面する場所にフィリップ・ル・ベル塔を備えたサンタンドレ要塞が築かれた。砦はかつての村の位置を占有しており、王領のバスティッドはヴィルヌーヴ＝サンタンドレ（Villeneuve-Saint-André）の名でローヌ河岸に姿を現した。
1353年、初のカルトゥジオ会派修道院がヴィルヌーヴ＝サンタンドレに建てられた。1660年、多くのお供を連れたルイ14世がこの修道院を儀礼訪問している。
14世紀から、サンタンドレ修道院の権威が衰え始め、1388年の反乱ではヴィルヌーヴ＝サンタンドレ住民は、常に不在である自分たちの修道院長に忠誠を誓うことを拒否した。
17世紀、ローヌ川の漁師たちはバランスのとれた網のシステムを浸透させた。親方は通常、フィリップ・ル・ベル塔の下の下流に設置が許された水車側にボートを配置し、水車が水をかくごとに簡単に魚を網に捕らえていた。

## ギャラリー

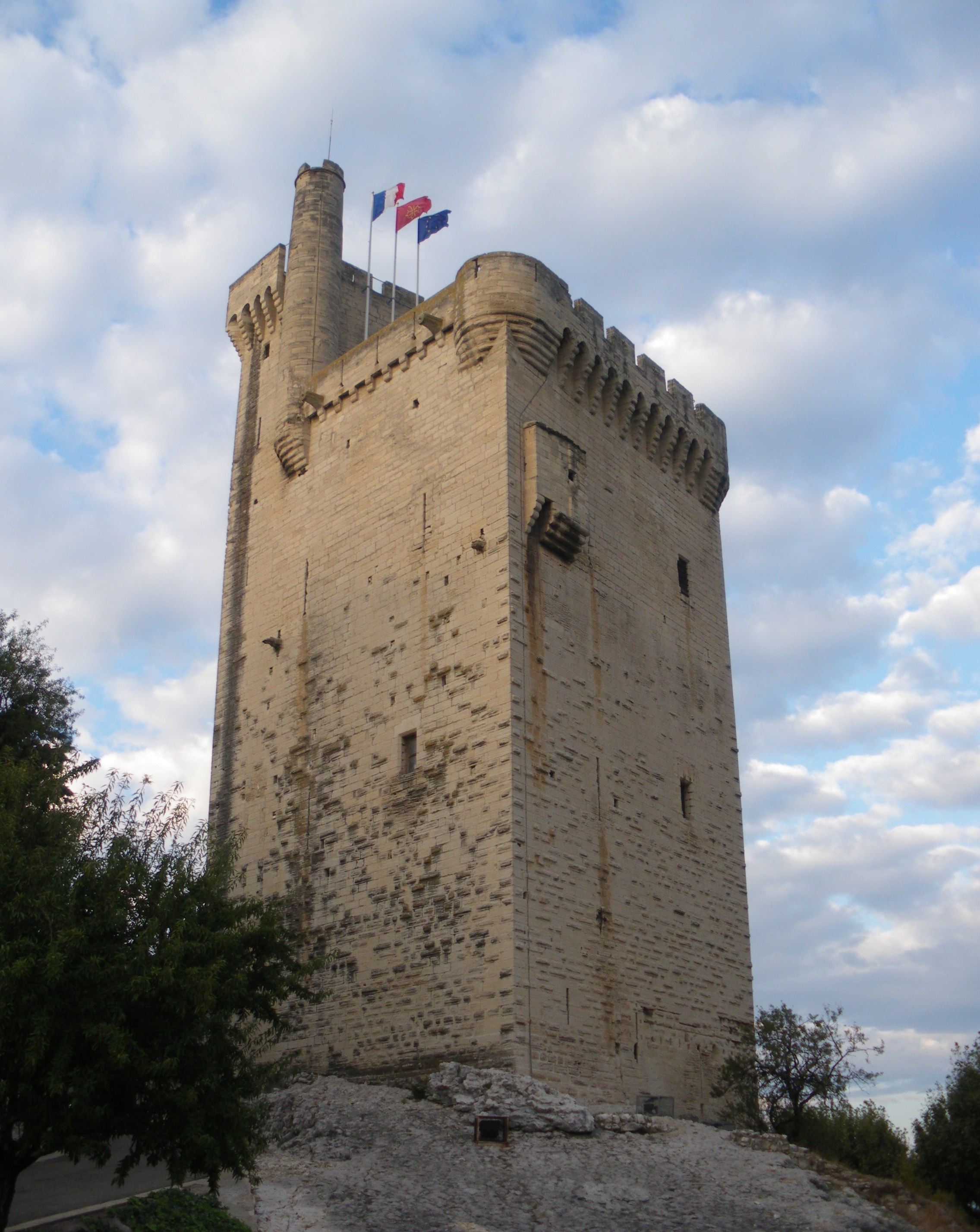
フィリップ・ル・ベル塔
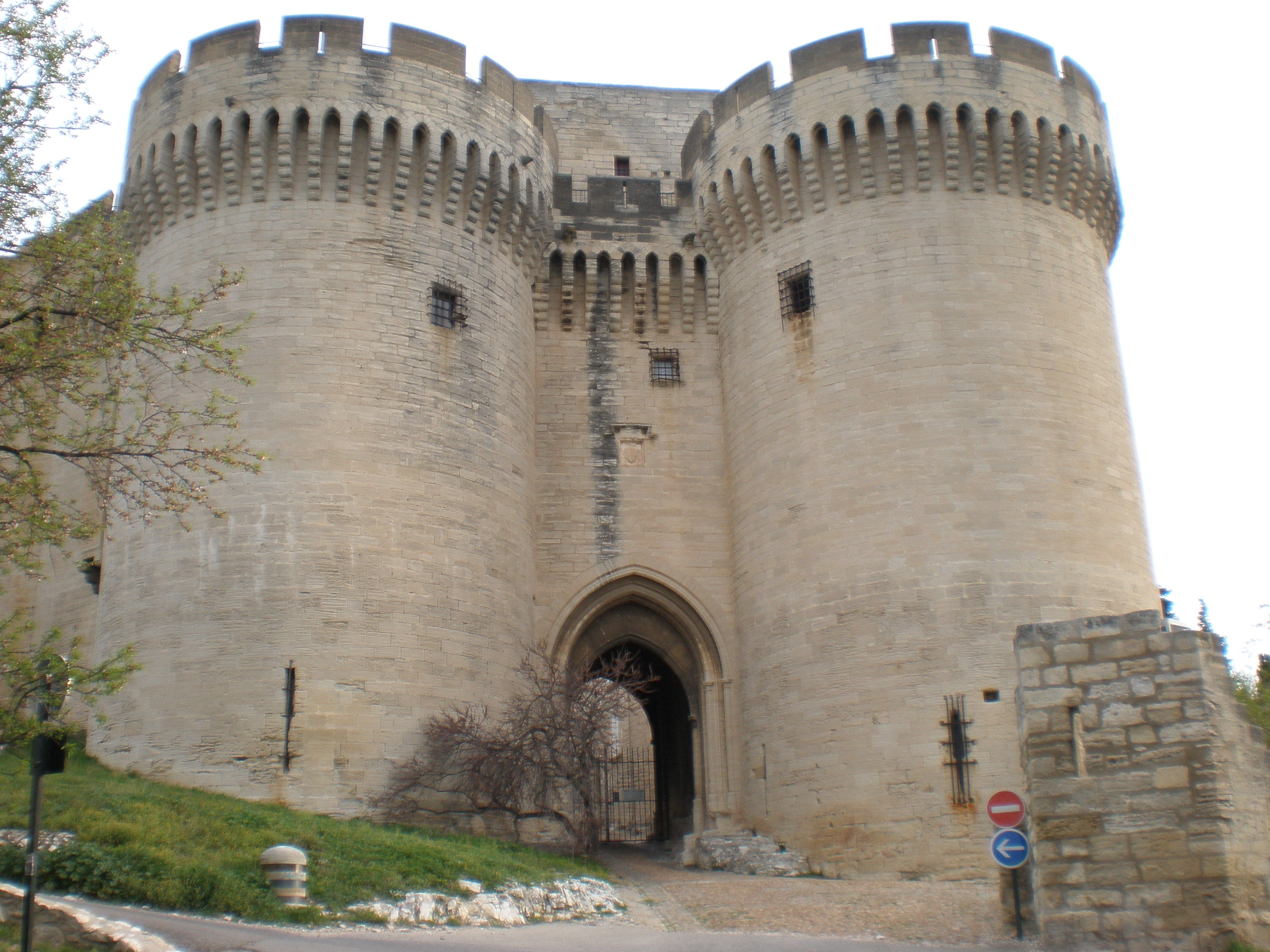
サンタンドレ要塞
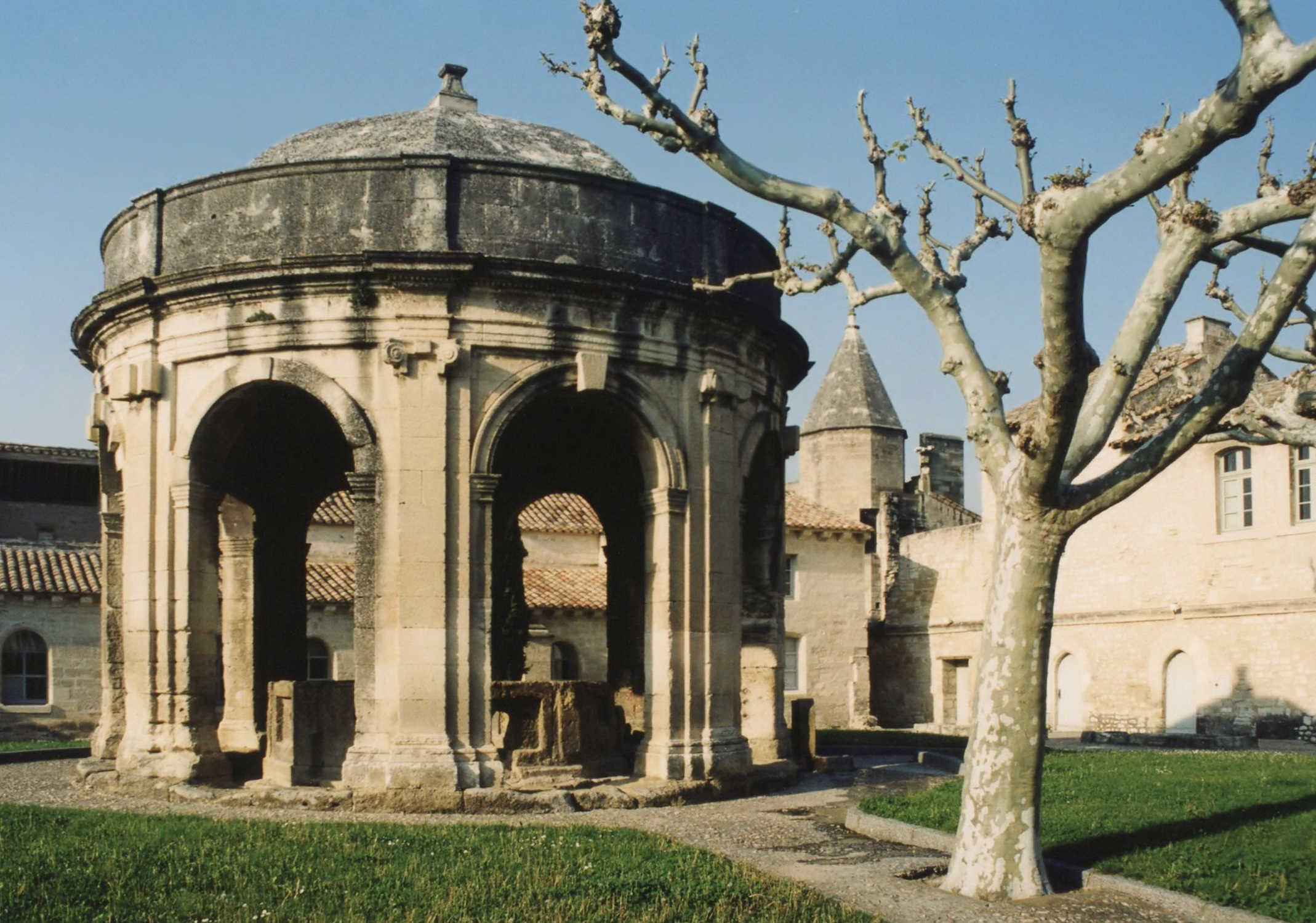
シャルトルーズ（カルトゥジオ）・デュ・ヴァル修道院

## 姉妹都市
- ラインバッハ、ドイツ 1969年
- ペニスコラ、スペイン 1972年
- サン・ミニアート、イタリア 1992年
- Gytheio、ギリシャ 1997年